# فيديريكو ماركيتي (رائد أعمال)
فيديريكو ماركيتي (بالإيطالية: Federico Marchetti)‏ هو رائد أعمال إيطالي، ولد في 1969 في رافينا في إيطاليا.